# Ninja (构建系统)
Ninja是一个专注于速度的小型构建系统，由Evan Martin于2010年在Chrome团队工作时开发。

## 背景
Evan Martin从2007年到2012年在Chrome团队工作。在加入初期，Chrome只能够在Windows上运行，他的主要任务是把代码移植到其它平台，而面临的第一个任务就是确定构建系统。
Chrome团队的成员提出了GYP增量解决方案，它的作用是从高级的描述规则生成平台相关的构建文件。
在Linux上，他最开始尝试把Scons作为GYP的目标构建系统，但当文件发生变化，启动构建就需要花费30秒时间。因为他的工作是移植代码，涉及到频繁的更改文件和重新编译，所以这被认为是不可接受的。
后来，他又尝试make作为GYP的目标构建系统。在刚开始的时候速度相当快，但当文件越来越多时，它变慢了。后来，他注意到make中的一些问题，觉得可以优化，因此有了开发Ninja的想法。
在使用Ninja后，修改文件后Chrome增量构建的时间降到了6秒钟。
使用“Ninja”命名是因为作者觉得它速度很快。

## 文件生成器
GYP、CMake和Meson支持生成Ninja构建文件。
除了通用的生成器外，许多项目使用专用的脚本来生成构建文件。

## 用户
Ninja的用户包括了一些著名的大型项目：
- Chromium
- LLVM
- Android Open Source Project
- GStreamer